# Pyrulofusus deformis
Pyrulofusus deformis är en snäckart som först beskrevs av Reeve 1847.  Pyrulofusus deformis ingår i släktet Pyrulofusus och familjen valthornssnäckor. Inga underarter finns listade i Catalogue of Life.